# Rafinha (ur. 1992)
Rafinha, właśc. Rafael Diniz Alves e Silva (ur. 21 czerwca 1992 w São Paulo) – brazylijski piłkarz występujący na pozycji ofensywnego pomocnika, obecnie zawodnik meksykańskiego Chiapas.

## Kariera klubowa
Rafinha jest wychowankiem klubu Grêmio Osasco Audax, gdzie jako osiemnastolatek został wypatrzony przez wysłanników portugalskiego giganta – FC Porto, dołączając do tego zespołu na zasadzie wypożyczenia. W sezonie 2010/2011 jako czołowy zawodnik (29 meczów/13 goli) zdobył ze swoją kategorią wiekową juniorskie mistrzostwo Portugalii, lecz bezpośrednio po tym powrócił do Audax. Kilka miesięcy później został włączony do pierwszej drużyny, występującej wówczas w drugiej lidze stanowej. W 2012 roku dotarł z nią do finału stanowego pucharu – Copa Paulista, natomiast w 2013 roku z trzeciego miejsca wywalczył z Audax awans do pierwszej ligi stanowej – Campeonato Paulista. Świetne występy gracza zaowocowały wypożyczeniem do grającej w pierwszej lidze ogólnokrajowej drużyny AA Ponte Preta z miasta Campinas. W Campeonato Brasileiro Série A zadebiutował 8 czerwca 2013 w przegranym 0:2 spotkaniu z Botafogo, zaś ogółem grał w niej trzy miesiące jako rezerwowy.
W październiku 2013 Rafinha udał się na krótkoterminowe wypożyczenie po raz kolejny, tym razem do drugoligowego klubu Guaratinguetá Futebol. Mimo regularnej gry nie zdołał go jednak uchronić przed spadkiem na trzeci szczebel rozgrywek na koniec sezonu 2013 i bezpośrednio po relegacji powrócił do Audax. Tam z kolei spędził pół roku, po czym znów zasilił Guaratinguetę na zasadzie wypożyczenia, gdzie jako podstawowy pomocnik spędził pół roku w trzeciej lidze brazylijskiej, bez poważniejszych osiągnięć. W marcu 2015 podpisał trzyletnią umowę z zespołem Athletico Paranaense z siedzibą w Kurytybie, lecz nie potrafił przebić się do wyjściowej jedenastki i już cztery miesiące później został wypożyczony do drugoligowego ABC FC z miasta Natal. Na koniec sezonu 2015 spadł z nim do trzeciej ligi krajowej. Bezpośrednio po tym zanotował jeszcze dwa kilkumiesięczne, średnio udane epizody na wypożyczeniach – w Associação Ferroviária de Esportes z ligi stanowej oraz drugoligowym Ceará SC z Fortalezy.
Latem 2016 Rafinha został graczem meksykańskiego zespołu Chiapas FC z siedzibą w Tuxtla Gutiérrez.
| Sezon     | Klub                  | Kraj     | Rozgrywki | Mecze | Bramki |
| --------- | --------------------- | -------- | --------- | ----- | ------ |
| 2013      | AA Ponte Preta        | Brazylia | Série A   | 3     | 0      |
| 2013      | Guaratinguetá Futebol | Brazylia | Série B   | 9     | 2      |
| 2014      | Guaratinguetá Futebol | Brazylia | Série C   | 17    | 5      |
| 2015      | ABC FC                | Brazylia | Série B   | 11    | 4      |
| 2016      | Ceará SC              | Brazylia | Série B   | 4     | 0      |
| 2016/2017 | Chiapas FC            | Meksyk   | Liga MX   |       |        |